# Laura Schadeck
Laura Dick Schadeck (Porto Alegre, 12 de abril de 2003) é uma cantora e compositora brasileira de Pop rock, Pop punk e Emo.
A artista foi contratada da Universal Music entre 2016 e setembro de 2017, da Sony Music de 2017 a 2020, durante o período de 2020 a 2022 esteve Independente na sua carreira e de 2022 até o presente é da Virgin Music e compositora exclusiva da Warner Chappell.
A cantora é conhecida por suas letras poderosas e mensagens profundas, que refletem sua jornada como artista e suas experiências na vida. Ela também é uma defensora do feminismo e expressou seu desejo de falar sobre esse tema em suas canções. Um fato importante que impulsionou sua carreira foi quando ela viralizou na internet em 2017 com uma versão acústica para o seu canal no YouTube da música "Meiga e Abusada", de Anitta, que, em 2022, teve a reação da própria cantora em uma matéria da revista Glamour dos Estados Unidos. Essa versão possui mais de 40 milhões de reproduções somando YouTube, Spotify e demais apps de música.
Laura também possui colaborações importantes na sua carreira na música.

## Biografia e carreira
Laura Dick Schadeck nasceu em Porto Alegre, Rio Grande do Sul, filha de Tiago e Tatiana Schadeck, a mais nova de dois filhos.

### 2014–17: Início de carreira e contrato com a Universal Music
Ela iniciou sua carreira profissional na música aos 11 anos em 2014, fazendo shows locais no Rio Grande do Sul e postando covers no YouTube. Em 2016, ela foi semifinalista do primeiro The Voice Kids Brasil, no time de Victor & Leo, e recebeu um convite da Rede Globo para regravar a música "Cool For The Summer" de Demi Lovato para a telenovela juvenil Malhação - Pro Dia Nascer Feliz. Sua voz também esteve na versão de "Girls Just Want to Have Fun", de Cyndi Lauper, da banda BFF Girls, da qual era integrante na época, para a telenovela Espelho da Vida. Ainda durante sua participação na banda, foi autora junto com Gabrieu da música "Meu Crush", a canção de maior repercussão das BFF Girls (mais de 200 milhões de reproduções), que fez parte da trilha sonora da telenovela infantil Carinha de Anjo do SBT.

### 2017–22: Contrato com a Sony Music e BFF Girls
Em 2017, Laura Schadeck foi contratada pela gravadora Sony Music para fazer parte da girl band BFF Girls, ao lado das cantoras Giulia Nassa e Bia Torres. No trio, gravou "Meu Crush", uma das canções de maior êxito da história do grupo, entre outras canções de autoria própria das artistas e versões de outros músicos, como "Girls Just Want to Have Fun", da cantora Cyndi Lauper. Schadeck deixou o grupo em 2019 para seguir carreira solo.

### 2022–presente: Carreira solo
Ela lançou seu primeiro álbum de estúdio em maio de 2023, chamado Anti-Apático, que representa as fases da superação: A Insanidade, A Saudade e A Cura. O álbum foi dividido em três EPs e contou com a participação do cantor Vitão na faixa "Dispara".

## Vida pessoal
Schadeck é demissexual, segundo ela mesma em seu Instagram.

## Discografia

### Extended plays
| Título       | Detalhes |
| ------------ | --- |
| A Insanidade | - Lançamento: 30 de setembro de 2022 - Gravadora: Virgin Music Brasil - Formato(s): download digital e streaming |
| A Saudade    | - Lançamento: 16 de dezembro de 2022 - Gravadora: Virgin Music Brasil - Formato(s): download digital e streaming |
| A Cura       | - Lançamento: 14 de abril de 2023 - Gravadora: Virgin Music Brasil - Formato(s): download digital e streaming    |

### Álbuns
| Título       | Detalhes |
| ------------ | --- |
| Anti-Apático | - Lançamento: 18 de maio de 2023 - Gravadora: Virgin Music Brasil - Formato(s): download digital e streaming |

### Singles
| Ano  | Título                                         | Álbum                        |
| ---- | ---------------------------------------------- | ---------------------------- |
| 2016 | "Cool for the Summer"                          | Não associado a nenhum álbum |
| 2017 | "Frieza"                                       | Não associado a nenhum álbum |
| 2019 | "A Gente Não Para"                             | Não associado a nenhum álbum |
| 2019 | "Por Quê?" (part. Dreicon)                     | Não associado a nenhum álbum |
| 2020 | "What I Like" (part. Gianni Petrarca e Ramori) | Não associado a nenhum álbum |
| 2020 | "Aquele Garoto"                                | Não associado a nenhum álbum |
| 2020 | "Por Quê? (acústico)" (part. Dreicon)          | Não associado a nenhum álbum |
| 2020 | Fica Comigo                                    | Não associado a nenhum álbum |
| 2020 | "Meiga e Abusada" (regravação de Anitta)       | Não associado a nenhum álbum |
| 2020 | "E Agora?"                                     | Não associado a nenhum álbum |
| 2020 | "Eu e Você" (part. Nego Joe)                   | Não associado a nenhum álbum |
| 2020 | "Melhor Assim"                                 | Não associado a nenhum álbum |
| 2021 | "Telepatia" (part. Wagner Barreto)             | Não associado a nenhum álbum |
| 2021 | "Aqui" (part. Dreicon)                         | Não associado a nenhum álbum |
| 2021 | "Protagonista"                                 | Não associado a nenhum álbum |
| 2021 | "Palmas"                                       | Não associado a nenhum álbum |
| 2021 | "Na Praia"                                     | Não associado a nenhum álbum |
| 2021 | "Na Praia (acústico)"                          | Não associado a nenhum álbum |
| 2021 | "Nunca Foi Você (Uni Duni Tê)"                 | Não associado a nenhum álbum |
| 2022 | "Foi Mal"                                      | Não associado a nenhum álbum |
| 2022 | "Guerra Fria" (part. Pe Lanza)                 | Não associado a nenhum álbum |
| 2022 | "Não Te Traí"                                  | Anti-Apático                 |
| 2022 | "Dispara" (part. Vitão)                        | Anti-Apático                 |
| 2022 | "Amores e Dores"                               | Anti-Apático                 |
| 2023 | "Vai Doer Bem Mais"                            | Anti-Apático                 |
| 2023 | "Querida Eu,"                                  | Anti-Apático                 |
| 2024 | "Vendo o Mundo do Topo"                        | Não associado a nenhum álbum |
| 2024 | "Sua Versão Jovem"                             | Não associado a nenhum álbum |
| 2024 | "Lindo, Gostoso!"                              | Não associado a nenhum álbum |
| 2024 | "Lindo, Gostoso! – JAMM’ Remix"                | Não associado a nenhum álbum |
| 2024 | "Mundo de Porcelana"                           | Não associado a nenhum álbum |

### Colaborações musicais
| Ano  | Título                                                        |
| ---- | ------------------------------------------------------------- |
| 2020 | "Por Quê?" (Dreicon feat. Laura Schadeck)                     |
| 2020 | "Eu e Você" (Nego Joe feat. Laura Schadeck)                   |
| 2020 | "What I Like" (Gianni Petrarca e Ramori feat. Laura Schadeck) |
| 2021 | "Telepatia" (Wagner Barreto feat. Laura Schadeck)             |
| 2022 | "Dispara" (Vitão feat. Laura Schadeck)                        |
| 2024 | "Vendo o Mundo do Topo" (Banda Fuze feat. Laura Schadeck)     |

## Prêmios e indicações
| Ano  | Prêmio                     | Categoria                 | Trabalho  | Resultado | Ref.                |
| ---- | -------------------------- | ------------------------- | --------- | --------- | ------------------- |
| 2018 | Meus Prêmios Nick          | Youtuber Musical Favorito | BFF Girls | Venceu    | [ 16 ]              |
| 2018 | Meus Prêmios Nick          | Revelação Musical         | BFF Girls | Indicada  | [ 17 ]              |
| 2023 | Projeto Impulso 2.0 da UBC | Artista Autoral           | Solo      | Venceu    | [carece de fontes?] |

## Shows em destaque
| Evento                                                         | Local                           | Ano  |
| -------------------------------------------------------------- | ------------------------------- | ---- |
| Fenamilho Internacional                                        | Santo Ângelo, Rio Grande do Sul | 2015 |
| The Magic Easter Festival (Anitta, Armandinho, Laura Schadeck) | Ijuí, Rio Grande do Sul         | 2016 |
| Feira Nacional da Soja                                         | Santa Rosa, Rio Grande do Sul   | 2016 |
| Fenamilho Internacional                                        | Santo Ângelo, Rio Grande do Sul | 2017 |
| Sad Club Fest                                                  | Rio de Janeiro, RJ              | 2022 |
| Palco do TikTok no Rock in Rio                                 | Rio de Janeiro, RJ              | 2022 |
| Soho Sessions no Hipódromo da Gávea                            | Rio de Janeiro, RJ              | 2023 |

## Literatura
| Ano  | Título do Livro                               |
| ---- | --------------------------------------------- |
| 2018 | BFF Girls: O começo de uma história pra ficar |